# Simone Falloni
Simone Falloni (San Cesareo, 26 luglio 1991) è un martellista italiano, che ha rappresentato l'Italia agli Europei di Amsterdam 2016 e ai Mondiali di Londra 2017.

## Biografia
Ha iniziato a praticare atletica leggera nel 2004, nella sua città natale, col Gruppo Sportivo Libertas San Cesareo. Dal 2007 gareggia per l'Atletica Studentesca Ca.Ri.Ri.. Dal 2012 viene tesserato dal Centro Sportivo Aeronautica Militare.
È allenato da Gino Brichese e Tommaso Mattei.
Nel biennio da allievo 2007-2008 ha partecipato a tre campionati italiani di categoria: decimo ai nazionali di categoria ('07), settimo agli invernali di categoria e vicecampione nazionale ai campionati di categoria ('08).
Al suo primo anno da juniores, nel 2009, ha vinto il suo primo titolo italiano giovanile ai nazionali invernali di lanci, nella categoria giovanili, e poi è stato medaglia d'argento ai campionati italiani under 20. Lo stesso anno ha partecipato agli Europei juniores di Novi Sad in Serbia non andando oltre il turno di qualificazione.
Il 2010 l'ha visto fare doppietta di titoli italiani di categoria (giovanili ai nazionali invernali di lanci e juniores ai campionati di categoria); ha inoltre gareggiato anche agli assoluti di Grosseto finendo decimo. In ambito internazionale è giunto terzo in Tunisia nella Coppa del Mediterraneo juniores svoltasi a Tunisi; ha pure preso parte ai Mondiali under 20 di Moncton (Canada) non riuscendo però a superare la fase di qualificazione alla finale.
Nel 2011 centra un'altra doppietta di titoli italiani di categoria: promesse ai nazionali invernali di lanci ed under 23 ai campionati di categoria. Ai campionati italiani assoluti è stato settimo sia agli invernali di lanci che agli assoluti di Torino.
Nel 2011, al suo primo anno nella categoria promesse, è entrato per la prima volta in carriera nella top ten italiana stagionale del martello: ha chiuso l'annata sportiva al 7º posto con la misura di 68,31 metri; quarto nel biennio 2012-2013, terzo nel 2014 e secondo nel biennio 2015-2016 (entrambe le volte dietro il primatista stagionale italiano Marco Lingua).
A livello internazionale è stato undicesimo nella Coppa Europa invernale di lanci under 23 a Sofia (Bulgaria) ed è rimasto fuori dalla finale agli Europei under 23 di Ostrava in Repubblica Ceca.
Nel 2012 ha vinto la medaglia di bronzo ai campionati italiani invernali di lanci assoluti e poi ha chiuso in ottava posizione nella Coppa Europa invernale di lanci under 23 a Bar (Montenegro).
Il 2013 è stato per lui ricco di soddisfazioni: è stato convocato per la prima volta nella Nazionale seniores con cui ha gareggiato nel DécaNation a Valence in Francia finendo all'ottavo posto; ha terminato al quarto posto in tre competizioni (Coppa Europa invernale di lanci under 23 a Castellón in Spagna, Europei under 23 di Tampere in Finlandia ed assoluti di Milano); ha vinto tre titoli italiani (promesse agli invernali di lanci dove è stato vicecampione assoluto, universitari e campionati promesse).
Nel 2014 è stato dodicesimo nella Coppa Europa invernali di lanci a Leiria (Portogallo) e quarto agli assoluti di Rovereto.
Il 2015 l'ha visto partecipare alle Universiadi di Gwangju in Corea del Sud dove ha concluso in ottava posizione; in Italia invece si laureato campione nazionale universitario e vicecampione assoluto sia agli invernali di lanci che agli assoluti di Torino.
Agli Europei di Amsterdam (Paesi Bassi) nel 2016 non è riuscito a qualificarsi per la finale; inoltre si è confermato vicecampione italiano assoluto a Rieti ed ha anche preso parte alla Coppa Europa invernale di lanci ad Arad in Romania terminando al nono posto in graduatoria.
È l'8º miglior italiano under 23 all time con la misura di 72,43 metri. È il 5º miglior italiano juniores di sempre con la misura di 71,03 metri (attrezzo da 6 kg)

## Progressione

### Lancio del martello
| Stagione | Misura  | Luogo   | Data       | Rank. Mond. |
| -------- | ------- | ------- | ---------- | ----------- |
| 2021     | 76,33 m | Rieti   | 23-4-2021  |             |
| 2020     | 74,13 m | Lucca   | 23-2-2020  |             |
| 2019     | 73,22 m | Lucca   | 12-8-2019  |             |
| 2018     | 74,55 m | Lucca   | 28-4-2018  |             |
| 2017     | 75,73 m | Lucca   | 28-5-2017  |             |
| 2016     | 73,78 m | Livorno | 7-2-2016   |             |
| 2015     | 73,29 m | Fidenza | 23-5-2015  |             |
| 2014     | 70,23 m | Leiria  | 15-3-2014  |             |
| 2013     | 72,43 m | Tampere | 13-7-2013  |             |
| 2012     | 71,48 m | Lucca   | 25-2-2012  |             |
| 2011     | 68,80 m | Viterbo | 29-9-2011  |             |
| 2010     | 63,64 m | Roma    | 11-9-2010  |             |
| 2009     | 59,91 m | Rieti   | 26-10-2009 |             |
| 2008     | 50,40 m | Rieti   | 6-7-2008   |             |
| 2007     | 40,41 m | Ostia   | 26-9-2007  |             |

## Palmarès
| Anno | Manifestazione    | Sede      | Evento              | Risultato | Prestazione | Note   |
| ---- | ----------------- | --------- | ------------------- | --------- | ----------- | ------ |
| 2009 | Europei juniores  | Novi Sad  | Lancio del martello | 24º (q)   | 61,55 m     | [ 10 ] |
| 2010 | Mondiali juniores | Moncton   | Lancio del martello | 22º (q)   | 64,49 m     | [ 11 ] |
| 2011 | Europei U23       | Ostrava   | Lancio del martello | 16º (q)   | 65,43 m     | [ 12 ] |
| 2013 | Europei U23       | Tampere   | Lancio del martello | 4º        | 72,43 m     | [ 13 ] |
| 2015 | Universiadi       | Gwangju   | Lancio del martello | 8º        | 70,58 m     | [ 14 ] |
| 2016 | Europei           | Amsterdam | Lancio del martello | 18º (q)   | 70,51 m     | [ 15 ] |
| 2017 | Mondiali          | Londra    | Lancio del martello | 30º (q)   | 69,90 m     |        |
| 2017 | Universiadi       | Taipei    | Lancio del martello | 6º        | 73,24 m     |        |
| 2018 | Europei           | Berlino   | Lancio del martello | 21º (q)   | 71,03 m     |        |

## Campionati nazionali
- 2 volte campione nazionale assoluto del lancio del martello (2022, 2023)
- 2 volte campione universitario nel lancio del martello (2013, 2015)
- 2 volte campione promesse di lanci invernali nel lancio del martello (2011, 2013)
- 2 volte campione promesse nel lancio del martello (2011, 2013)
- 1 volta campione juniores nel lancio del martello (2009)
- 2 volte campione juniores di lanci invernali nel lancio del martello (2009, 2010)

2007
- 10º ai campionati italiani allievi (Cesenatico), lancio del martello - 53,48 m[16]

2008
- 7º ai campionati italiani invernali di lanci (San Benedetto del Tronto), lancio del martello - 54,39 m (giovanili)[17]
- Argento ai campionati italiani allievi (Rieti), lancio del martello - 64,88 m[18]

2009
- Oro ai campionati italiani invernali di lanci (Bari), lancio del martello - 65,55 m (giovanili)[19]
- Argento ai campionati italiani juniores (Rieti), lancio del martello - 61,77 m[20]

2010
- Oro ai campionati italiani invernali di lanci (Ascoli Piceno), lancio del martello - 67,02 m (giovanili)[21]
- Oro ai campionati italiani juniores (Pescara), lancio del martello - 66,81 m[22]
- 10º ai campionati italiani assoluti (Grosseto), lancio del martello - 59,75 m[23]

2011
- 7º ai campionati italiani invernali di lanci (Viterbo), lancio del martello - 62,26 m (assoluti)[24]
- Oro ai campionati italiani invernali di lanci (Viterbo), lancio del martello - 62,26 m (promesse)[25]
- Oro ai campionati italiani promesse (Bressanone), lancio del martello - 66,73 m[26]
- 7º ai campionati italiani assoluti (Torino), lancio del martello - 65,15 m[27]

2012
- Bronzo ai campionati italiani invernali di lanci (Lucca), lancio del martello - 71,48 m (assoluti)[28]

2013
- Argento ai campionati italiani invernali di lanci (Lucca), lancio del martello - 71,26 m (assoluti)[29]
- Oro ai campionati italiani invernali di lanci (Lucca), lancio del martello - 71,26 m (promesse)[30]
- Oro ai campionati nazionali universitari (Cassino), lancio del martello - 70,35 m[31]
- Oro ai campionati italiani promesse (Rieti), lancio del martello - 69,17 m[32]
- 4º ai campionati italiani assoluti (Milano), lancio del martello - 70,93 m[33]

2014
- 4º ai campionati italiani assoluti (Rovereto), lancio del martello - 69,53 m[34]

2015
- Argento ai campionati italiani di lanci invernali (Lucca), lancio del martello - 70,35 m[35]
- Oro ai campionati nazionali universitari (Fidenza), lancio del martello - 73,29 m[36]
- Argento ai campionati italiani assoluti (Torino), lancio del martello - 70,14 m[37]

2016
- Argento ai campionati italiani assoluti (Rieti), lancio del martello - 73,20 m[38]

2017
- Argento ai campionati italiani di lanci invernali (Rieti), lancio del martello - 75,11 m
- Argento ai campionati italiani assoluti (Trieste), lancio del martello - 73,40 m

2018
- Argento ai campionati italiani di lanci invernali (Rieti), lancio del martello - 72,73 m
- Argento ai campionati italiani assoluti (Pescara), lancio del martello - 69,74 m

2019
- Argento ai campionati italiani di lanci invernali (Lucca), lancio del martello - 71,02 m
- Argento ai campionati italiani assoluti (Bressanone), lancio del martello - 72,32 m

2020
- Argento ai campionati italiani assoluti (Padova), lancio del martello - 71,85 m

2021
- Bronzo ai campionati italiani assoluti (Rovereto), lancio del martello - 72,83 m

2022
- Oro ai campionati italiani assoluti (Rieti), lancio del martello - 71,32 m

2023
- Oro ai campionati italiani assoluti (Molfetta), lancio del martello - 71,59 m

## Altre competizioni internazionali
2008
- Bronzo nell'Incontro internazionale under 18 ( Chiuro), lancio del martello - 61,00 m[39]

2009
- 4º nell'Incontro internazionale di lanci lunghi juniores Francia-Germania-Italia-Spagna ( Lione), lancio del martello - 63,83 m[40]

2010
- Oro nell'Incontro internazionale di lanci lunghi juniores Italia-Francia-Germania ( Ascoli Piceno), lancio del martello - 67,02 m[41]
- Bronzo nella Coppa del Mediterraneo juniores, ( Tunisi), Lancio del martello - 66,42 m[41]

2011
- 11º nella Coppa Europa invernale di lanci U23 ( Sofia), lancio del martello - 61,01 m[42]

2012
- Oro nell'Incontro internazionale di lanci lunghi under 23 Italia-Francia-Germania-Spagna ( Val-de-Reuil), lancio del martello - 69,87 m[43]
- 8º nella Coppa Europa invernale di lanci U23 ( Bar), lancio del martello - 65,65 m[44]

2013
- Argento nell'Incontro internazionale di lanci lunghi U20 e U23 Italia-Francia-Germania ( Ancona), lancio del martello - 69,32 m[13]
- 4º nella Coppa Europa invernale di lanci U23 ( Castellón), lancio del martello - 68,67 m[45]

2014
- 12º nella Coppa Europa invernale di lanci ( Leiria), lancio del martello - 70,23 m[46]

2015
- 8º al DécaNation ( Valence), lancio del martello - 68,48 m[47]

2016
- 9º nella Coppa Europa invernale di lanci ( Arad), lancio del martello - 68,90 m[48]